# Hypoxylon megalosporum
Hypoxylon megalosporum är en svampart som beskrevs av Speg. 1898. Hypoxylon megalosporum ingår i släktet Hypoxylon och familjen kolkärnsvampar.   Inga underarter finns listade i Catalogue of Life.